# DDR SDRAM
双倍数据率同步動態隨機存取記憶體（英語：Double Data Rate Synchronous Dynamic Random Access Memory，簡稱或），為具有雙倍資料傳輸率的SDRAM，其資料傳輸速度為系統時脈的兩倍，由於速度增加，其傳輸效能優於傳統的SDRAM。
DDR SDRAM 在系统时钟的上升沿和下降沿都可以进行数据传输。
JEDEC固態技術協會为DDR存储器设立速度规範，并分为以下两个部分：按内存芯片分类和按内存模块分类。

## 規格
SDRAM在一個時鐘周期内只传输一次資料，它是在时钟上升期進行資料传输；而DDR则是一個时钟周期内可传输两次資料，也就是在时钟的上升期和下降期各传输一次資料。

### 芯片和模块
| 標準名稱 | I/O 匯流排時脈 (MHz) | 週期 (ns) | 記憶體時脈 (MHz) | 數據速率 (MT/s) | 傳輸方式 | 模組名稱 | 極限傳輸率 (MB/s) |
| DDR-200  | 100                  | 10        | 100              | 200             | 並列傳輸 | PC-1600  | 1600              |
| DDR-266  | 133                  | 7.5       | 133              | 266             | 並列傳輸 | PC-2100  | 2100              |
| DDR-333  | 166                  | 6         | 166              | 333             | 並列傳輸 | PC-2700  | 2700              |
| DDR-400  | 200                  | 5         | 200              | 400             | 並列傳輸 | PC-3200  | 3200              |

注意：上面列出的數據都是由JEDEC JESD79F指定。所有RAM的上市規格的數據率不一定是JEDEC規範，往往是製造商自行最佳化，使用更嚴格的公差或overvolted晶片。
DDR SDRAM 之間有很大的設計上的差異，設計不同的時鐘頻率，例如，PC-1600被設計運行在100 MHz，至於PC-2100被設計運行在133 MHz。
DDR SDRAM 的模塊用於桌上型電腦，被稱為DIMMs，有184隻引腳（而不是168針SDRAM，或240針腳的DDR2 SDRAM），並可以從不同notches數目來辨別（DDR SDRAM，有一個，SDRAM，SDRAM DIMMs的有兩個）。筆記本電腦上的DDR SDRAM 的SO-DIMMs有200隻引腳，引腳相同數量的DDR2的SO-DIMMs。這兩種規格的缺口也非常相似，如果不能確定正確的匹配，必須小心插入。

### 記憶晶片
- DDR-200：DDR-SDRAM 記憶晶片在 100MHz 下運行
- DDR-266：DDR-SDRAM 記憶晶片在 133MHz 下運行
- DDR-333：DDR-SDRAM 記憶晶片在 166MHz 下運行
- DDR-400：DDR-SDRAM 記憶晶片在 200MHz 下運行（JEDEC制定的DDR最高規格）
- DDR-500：DDR-SDRAM 記憶晶片在 250MHz 下運行（非JEDEC制定的DDR規格）
- DDR-600：DDR-SDRAM 記憶晶片在 300MHz 下運行（非JEDEC制定的DDR規格）
- DDR-700：DDR-SDRAM 記憶晶片在 350MHz 下運行（非JEDEC制定的DDR規格）

### 芯片模塊
為了要增加內存的容量和帶寬，芯片會利用模塊結合。例如，有關 DIMMs 的64位元bus需要8個 8位的芯片並行處理。與常見的位址線（address lines）的多個芯片被稱為memory rank。這個術語被引入，是要避免與芯片內部row和bank的混亂。
- PC-1600記憶體模塊指工作在 100MHz 下的DDR-200內存芯片，其擁有 1.600GB/s 的頻寬
- PC-2100記憶體模塊指工作在 133MHz 下的DDR-266內存芯片，其擁有 2.133GB/s 的頻寬
- PC-2700記憶體模塊指工作在 166MHz 下的DDR-333內存芯片，其擁有 2.667GB/s 的頻寬
- PC-3200記憶體模塊指工作在 200MHz 下的DDR-400內存芯片，其擁有 3.200GB/s 的頻寬

## 高密度比低密度
PC3200是使用帶寬 3200 MB / s的DDR - 400芯片設計，在200 MHz的DDR SDRAM 由於 PC3200內存的上升和下降時鐘邊沿的數據傳輸，其有效的時鐘速率為 400 MHz。

## 世代
| DDR SDRAM Standard | Bus clock (MHz) | Internal rate (MHz) | Prefetch (min burst) | Transfer Rate (MT/s) | Voltage | DIMM pins | SO-DIMM pins | MicroDIMM pins |
| ------------------ | --------------- | ------------------- | -------------------- | -------------------- | ------- | --------- | ------------ | -------------- |
| DDR                | 100–200         | 100–200             | 2n                   | 200–400              | 2.5/2.6 | 184       | 200          | 172            |
| DDR2               | 200–533         | 100–266             | 4n                   | 400–1066             | 1.8     | 240       | 200          | 214            |
| DDR3               | 400–1066        | 100–266             | 8n                   | 800–2400             | 1.5     | 240       | 204          | 214            |
| DDR4               | 800–1200        | 200–300             | 16n                  | 1600–5067            | 1.2     | 288       | 260          | 214            |

（DDR1）已被DDR2 SDRAM取代，其中有一些修改，以允許更高的時脈頻率。與DDR2的競爭是Rambus 公司的XDR DRAM 。DDR3 SDRAM是一個新的標準，提供更高的性能和新功能。
DDR 預取緩衝器（prefetch buffer）深度為2位元，而DDR2採用4位元。雖然DDR2的時鐘速率高於DDR，但整體性能並沒有提升，主要是由於DDR2高延遲（high latency）。直到2004年DDR2才有明顯的提升。

## MDDR
MDDR是Mobile DDR的縮寫，在一些行動電子設備中使用，像是使用移動電話、手持設備、數字音頻播放器等。通過包括降低電源電壓和先進的刷新選項（advanced refresh options）技術，MDDR可以實現更高的電源效率。

## 公式
利用下列公式，就可以計算出DDR SDRAM時脈。
DDR I/II記憶體運作時脈：實際時脈*2。
（由於兩筆資料同時傳輸，200MHz記憶體的時脈會以400MHz運作。）
記憶體頻寬=記憶體速度*8 Byte
標準公式：記憶體除頻係數=時脈／200→*速算法：外頻*（除頻頻率／同步頻率）
（使用此公式將會導致4%的誤差）

## 參见
- 雙通道
- 電腦記憶體
- SDR SDRAM
- DDR2 SDRAM
- DDR3 SDRAM
- DDR4 SDRAM
- DDR5 SDRAM
- GDDR6
- EDO DRAM
- FB-DIMM